# L'Adultère
Pour plus de détails, voir Fiche technique et Distribution.
L'Adultère (en russe : Измена ; aussi La Trahison) est un film russe du réalisateur Kirill Serebrennikov, sorti en 2012.
Le film a été nommé à la Mostra de Venise 2012.

## Synopsis
Deux connaissances apprennent que leur conjoints respectifs sont amants. Cette découverte les oblige à modifier leur vie alors qu'ils ne s'y attendaient pas.
La jalousie ou la passion, la vengeance ou le pardon : les personnages doivent choisir, mais ce n'est pas facile. L'adultère soumet toutes leurs décisions à une logique particulière.

## Fiche technique
- Titre original : Izmena (Измена)
- Titre français : L'Adultère
- Titre anglais : Betrayal
- Réalisation : Kirill Serebrennikov
- Scénario : Natalia Nazarova et Kirill Serebrennikov
- Photographie : Oleg Loukitchev
- Musique : Sergueï Nevski
- Producteurs : Sabina Eremeeva, Danil Ferbiko et Denis Kovalevski
- Société de production : Studio Slon et Studio de cinéma Sol
- Pays d'origine :  Russie
- Genre : drame
- Durée : 120 minutes
- Date de sortie : 2012

## Distribution

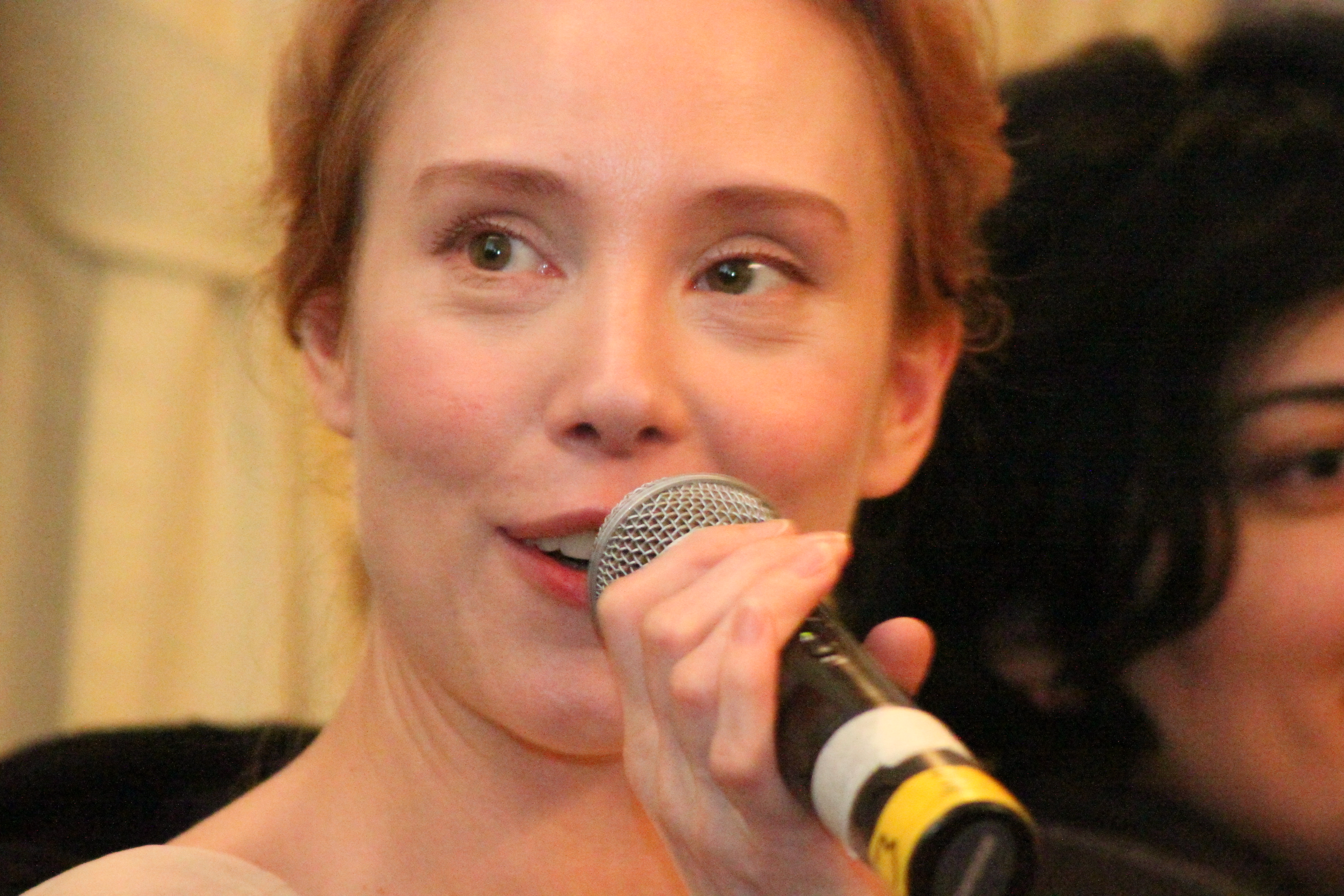
Franziska Petri

- Franziska Petri : elle (voix Marina Soloptchenko)
- Dedian Lilitch : lui (voix Mikhaïl Troukhine)
- Albina Djanabaeva : première épouse
- Andreï Chtchetinin : premier mari
- Artours Skractynch : second mari (voix Vladislav Vetrov)
- Gouna Zarinia : enquêteur
- Iakov Levada : le fils

## Création
Selon l'idée initiale, le film devait s'appeler Exécution (en russe Kazn).

## Musique
Le film reprend la musique du poème symphonique de Sergueï Rachmaninov L'Île des morts.

## Prix et récompenses
- 2012 : prix du meilleur rôle féminin du Festival d'Abou Dabi 2012 attribué à Franziska Petri pour son rôle dans le film[2].
- 2013 : mention spéciale au Festival international du film de Wiesbaden.